# Bodiong Christian Ebala
Bodiong Christian Ebala kameruni labdarúgó. Védekező középpályás, jelenleg a Kecskeméti TE labdarúgója.

## Pályája

### DVTK
2007-ben érkezett Diósgyőrbe kölcsönjátékosként kameruni klubjától. 9 meccsen lépett pályára DVTK mezben az NB1-ben és egyszer eredményes is volt, majd a vezetőségváltás után, mivel átalakították a keretet Miskolcon és már nem szerepeltek afrikai játékosok az elképzeléseikben, távoznia kellett.

### Újpest
Újpesten tárt karokkal fogadták, megfelelt a teszteken és a lilák a klubjával is meg tudtak egyezni a játékos árában, így 2008 januárjában az Újpest FC-hez igazolt. 4 mérkőzésen lépett pályára és 2008 márciusában az MTK ellen gólt is tudott szerezni. 2009 első napjaiban közös megegyezéssel szerződést bontott klubjával és októberig csapat nélkül maradt.

### Bőcs
Ekkor igazolta le a másodosztályú Bőcs KSC, ahol 5 mérkőzést játszott 2009. utolsó hónapjaiban a klub színeiben.

### Kazincbarcika
2010. első napjaiban próbajátékra érkezett Kazincbarcikára, majd meggyőző teljesítményével kivívta magának a szerződést a vegyészvárosban. Tavasszal sorozatban a csapat mind a 13 meccsén pályára lépett és aktívan részt vett a bentmaradás kivívásában.

### Kecskemét
2010 nyarán a KTE 3+2 éves szerződést kötött a játékossal. 2012 márciusában kölcsönben a kazah FK Asztana csapatához került 2012. december 31-ig Foxival együtt.
2013 januárjában visszatért Kecskemétre.

## Korábbi klubjai
- AS Mifou
- Diósgyőri VTK (kölcsön)
- Újpest FC
- Bőcs KSC
- Kazincbarcikai SC

### NB1-es pályafutása
- Játszott meccsek: 45
- Gólok: 4